# Vuhu
Vuhu (kínaiul 芜湖, pinjin: Wúhú) prefektúra szintű város Kínában, Anhuj tartományban. Lakosainak száma 3 644 420 fő (2020).

## Népesség
| 2020 | 3 644 420 |

## Testvérvárosok
- Kócsi
- Pavia
- Torrejón de Ardoz
- West Covina
- Uljanovszk